# حیاتا
حیاتا (به لاتین: Hayata) یک منطقهٔ مسکونی در افغانستان است که در ولایت بلخ واقع شده‌است.